# Polygonatum odoratum
Polygonatum odoratum, segell de Salomó, llàgrimes de Maria o al País Valencià beatamaria és una planta herbàcia, perenne vivaç, amb rizomes. Floreix a la primavera, amb flors blanques-verdoses. És nativa al continent Euroasiàtic.

## Morfologia
Rizoma horitzontal carnós, amb engruiximents que porten nombroses arrels fines. A la cara superior dels engruiximents hi creixen les tiges.
Tija florífera d'uns 5 mm de diàmetre, angulós, erecte, sense fulles a la base, i amb la part superior incurvada amb fulles alternes.
Fulles alternes disposades a dos fileres, subsèssils, ovals, de nervadura paral·lela, obtuses, senceres.
Flors penjants, solitàries o en grups de dos, de color blanc-verdòs, oloroses, amb peduncles que surten de les axil·les de les fulles. Tèpals de 2 cm de forma tubulosa.
Fruit és una baia blau fosc.

## Ecologia i hàbitat
Dintre del continent Eurasiàtic té una distribució molt ample, i pot trobar-se des de la muntanya baixa fins a la zona subalpina. És una planta de llum a mitja ombra. Es troba en terrenys bàsics o moderadament àcids. Prefereix el calcari, encara que es troba també en terrenys silícics. Admet terrenys sorrosos, llimosos o argilosos. No requereix molta humitat.

## Planta medicinal
La planta es troba descrita a l'obra de Pius Font i Quer Plantas Medicinales. Recull informacions segons les quals el rizoma conté asparagina, mucílag, un glucòsid cardiotònic, saponines i glucoquinina. Explica que ha estat utilitzat pel mal de ventre i les diarrees, com antireumàtic, per la gota, la hidropesia, i com diürètic. Diu també que la medecina científica l'ha utilitzat per combatre la diabetis. Explica que al Maestrat es prepara un licor estomacal en la composició del qual entra el rizoma de la planta.
El P. odoratum és utilitzat a la medicina tradicional Xinesa i Coreana. A Corea es prepara un te fent servir el rizoma.